# Il collezionista di ossa
Il collezionista di ossa (The Bone Collector) è un romanzo thriller del 1997 dell'autore statunitense Jeffery Deaver. In questo romanzo è raccontata la prima indagine di Lincoln Rhyme e Amelia Sachs. Dal libro, un classico thriller ricco di colpi di scena, è stato tratto un film interpretato da Denzel Washington e Angelina Jolie, che ha fatto conoscere Deaver e i suoi personaggi al grande pubblico.

## Trama
Il detective della polizia scientifica di New York Lincoln Rhyme, specializzato in medicina legale, un tempo era il miglior criminologo del paese, nonché autore di numerosi testi importanti del settore. Un giorno però un incidente sul lavoro lo costringe per sempre a letto, avendo perso l'uso di braccia e gambe. Amelia Sachs, una poliziotta intelligente e capace, è alla vigilia del suo trasferimento a un nuovo settore: la sua ultima chiamata di pattuglia la porta a scoprire un cadavere orribilmente mutilato. Sulla scena del crimine Rhyme nota qualcosa che suscita la sua attenzione. Ha inizio una stretta collaborazione tra Amelia e Lincoln che li porterà sulle tracce di uno spietato serial-killer.

## Edizioni
- Jeffery Deaver, Il collezionista di ossa, traduzione di Stefano Massaron, collana Sonzogno BestSellers, Sonzogno, 2004,  p. 446, ISBN 88-454-2261-5.